# Inga calanthoides
Inga calanthoides é uma espécie vegetal da família Fabaceae.
Pequena árvore cohecida através de uma coleção botânica das montanhas de Tafelberg nas Antilhas Holandesas.
Sua origem provável é do Suriname e sua catalogação data do ano de 1.944.